# 趙恩
趙恩（1446年—？），字允仁，河南開封府歸德州人，軍籍，明朝政治人物。進士出身。

## 生平
早年出身國子生，舉河南鄉試第二十名。成化十一年（1475年）乙未科會試第一百八十六名，殿試登進士第二甲第六十六名。

## 家族
曾祖父趙準。祖父趙琮，曾任醫學訓科。父亲趙綱。